# Red Bull X-Alps
 (août 2022).
 (février 2017).
Si vous disposez d'ouvrages ou d'articles de référence ou si vous connaissez des sites web de qualité traitant du thème abordé ici, merci de compléter l'article en donnant les références utiles à sa vérifiabilité et en les liant à la section « Notes et références ».
Le Red Bull X-Alps est une compétition internationale bisannuelle de vol-bivouac en parapente dont la première édition s'est déroulée en 2003. Environ 30 athlètes y prennent part et doivent relier plusieurs "turn points" qui changent à chaque édition de la course.
L'itinéraire habituel traverse les régions alpines d'Autriche, Allemagne, Italie, Suisse et France, avant de terminer à Roquebrune-Cap-Martin en France. L'itinéraire est dévoilé au printemps peu avant la course.
Jusqu'à présent la course n'a été remportée que par des compétiteurs suisses.

## La compétition
Les participants doivent traverser le massif alpin de l'Autriche à Monaco en passant à proximité de quelques points de passage obligatoires : 
- ils ne peuvent utiliser que leurs jambes et leur parapente ;
- ils doivent porter tout leur matériel de vol (voile de parapente, sellette, casque, parachute de secours et GPS) quand ils marchent ;
- ils ne peuvent pas emprunter de tunnels reliant des vallées ;
- ils sont suivis par un assistant personnel qui s'occupe de la logistique et du transport de tout le reste du matériel ;
- les vols doivent respecter les règles du vol à vue. Pour simplifier l'observation des règles, en 2011 par exemple, il était convenu que les vols cessaient à 21 h ;
- le repos est obligatoire entre 23 h et 4 h.

La compétition peut durer deux à trois semaines. Elle s'arrête 48 heures après que le premier compétiteur soit arrivé au but.

## Médiatisation
Les GPS transmettent en direct la position des athlètes par l'intermédiaire de téléphones portable GSM aux organisateurs. Ces positions sont visibles en direct sur le site officiel consacré à la course ainsi que sur Google Earth.
De plus les pilotes emportent une caméra MiniDV qui fournit des vidéos diffusées également sur le site web tous les jours pendant le déroulement de la compétition.

## X-Alps 2003
En 2003 eut lieu la première édition de cette compétition.

### Points de passage
Cette année-là, la compétition a démarré en Autriche sur le glacier du Dachstein. Les compétiteurs ont dû passer dans un rayon de 100 mètres des points de passages suivants :
- Verbier ;
- le mont Gros, d'où les pilotes ont pu décoller pour se poser à l'arrivée à Monaco.

### Résultats
Des dix-neuf participants qui sont partis le 14 juillet 2003 du Dachstein, trois sont parvenus jusqu'à Monaco.
1. Kaspar Henny (CH), en 11 jours et 22 h 55 min 30 s
2. David Dagault (F), 5 h 25 après le premier
3. Stefan Bocks (D), 8 h 45 après le premier

Le prince Albert a personnellement remis la médaille olympique de Monaco aux trois athlètes.

## X-Alps 2005
Le Red Bull X-Alps 2005 fut la deuxième édition de la compétition et la première édition à laquelle une équipe féminine a participé. Le départ eut lieu le 1er août 2005.

### Parcours
Les points de passages ont été modifiés par rapport à 2003 :
- sommet du Zugspitze – contournement par le nord ;
- sommet du mont Blanc – contournement par le nord ;
- Mont Gros – passage dans un rayon de 100 mètres.

### Participants
Dix-sept pilotes ont participé, dont le vainqueur de l'édition précédente Kaspar Henny ainsi que les deux premières femmes  de l'histoire de la compétition : l'américaine Kari Castle et l'irlandaise Niki Hamilton.
| Équipe          | Athlète                        | Assistant                     |
| --------------- | ------------------------------ | ----------------------------- |
| Australie I     | Benn Kovco                     | Bryan Anderson                |
| Autriche I      | Helmut Eichholzer              | Elisabeth Rauchenberger       |
| Autriche II     | Christian Amon                 | Lars Pongs                    |
| Espagne         | David Castillejo Martinez      | Madalena Alcañiz Soriano      |
| Grande Bretagne | Aidan Toase                    | Jan Toase                     |
| Allemagne I     | Stefan Bocks                   | Hansi Keim                    |
| Allemagne II    | Michael Gebert                 | Florian Schellheimer          |
| Grèce           | Dimitris Bourazanis            | Marina Zannara                |
| Irlande         | Niki Hamilton                  | Petra Knor                    |
| Italie          | Andy Frötscher                 | Florian Ploner                |
| Mexique         | Santiago Baeza                 | Christian Fernandez del Valle |
| Roumanie        | Toma Ioan Coconea              | Cornel Doru Calutiu           |
| Suisse I        | Kaspar Henny (Tenant du titre) | Elio Baffioni                 |
| Suisse II       | Urs Lötscher                   | Andreas Wild                  |
| Suisse III      | Alex Hofer                     | Heinz Haunschild              |
| Turquie         | Semih Sayir                    | Osman Grukan                  |
| USA             | Kari Castle                    | Craig Goddard                 |

### Résultats
Lors de cette édition, quatre participants ont atteint l'arrivée à Monaco, tandis que trois participants ont dû abandonner pour des raisons de santé.
1. Alex Hofer (CH ; équipe suisse III), en 12 jours et 1 h 20
2. Urs Lötscher (CH ; équipe suisse II), en 25 h de plus
3. Kaspar Henny (CH ; équipe suisse I)
4. Helmut Eichholzer (AUT ; équipe autrichienne I)

## X-Alps 2007
La troisième édition  du Red Bull X-Alps a démarré le  23 juillet 2007 à 9 h 30.

### Parcours
Comme pour les années précédentes, le parcours démarrait sur le Dachstein et se terminait à Monaco. Les points de passage étaient cette année :
- Dachstein (Autriche) ;
- Marmolada (Italie) ;
- Eiger (Suisse) ;
- Mont Blanc (France) ;
- Mont Gros (France).

### Participants
| Pays         | Athlète                 | Assistant           |
| ------------ | ----------------------- | ------------------- |
| Australie    | Lloyd Pennicuik         | John Binyon         |
| Autriche I   | Christian Reinegger     | Wolfgang Wimmer     |
| Autriche II  | Gerald Ameseder         | Thomas Weingartner  |
| Belgique     | Thomas de Dorlodot      | Eduouard Crespeigne |
| Canada       | Josh Briggs             | Jeff Bellis         |
| Allemagne I  | Michael Gebert          | Christian Maier     |
| Allemagne II | Peter Rummel            | Martin Walleitner   |
| Espagne      | Ramón Morillas Salmerón | Oscar Atillo        |
| France I     | Vincent Sprungli        | Jerome Maupoint     |
| France II    | Julien Wirtz            | Adrien Vicier       |
| Angleterre   | Aidan Toase             | Bhavna Patel        |
| Grèce        | Dimitris Bourazanis     | Manos Kiriakakis    |
| Italie I     | Andy Frötscher          | Michael Pezzi       |
| Italie II    | Leone Antonio Pascale   | Roberto Maggi       |
| Japon        | Kaoru Ogusawa           | Masaru Saso         |
| Pologne      | Krzyszlof Ziokowski     | Grazyna Cader-Z     |
| Roumanie     | Toma Coconea            | Răzvan Levarda      |
| Russie       | Dmitry Gusev            | Viktor Yanchenko    |
| Slovénie     | Simon Copi              | Marina Istenic      |
| Suisse I     | Alex Hofer              | Sandro Schnegg      |
| Suisse II    | Urs Lötscher            | Nicole Willi        |
| Suisse III   | Martin Müller           | Fabian Zuberer      |
| Slovaquie    | Peter Vrabec            | Frantisek Pavlousek |
| USA          | Nate Scales             | Nick Greece         |
| Venezuela    | Raul Penso              | Eduardo Fuhrmeister |
| Turquie      | Yurdaer Etike           | Erdem Tuc           |

### Résultats
En 2007 cinq équipes sont parvenues au but à Monaco. Douze des trente équipes ont été éliminées (un par jour après 48 h) ou ont dû abandonner en route. Le plus rapide à arriver au mont Gros fut Martin Müller mais avec une pénalité de 36 heures pour avoir pénétré dans un espace aérien interdit à proximité de l'aéroport de Sion. Alex Hofer et Toma Coconea purent donc le dépasser et il finit troisième.
Le vainqueur, Alex Hofer, parcouru 900 km en vol (61 % de la distance) et 588 km (39 %) à pieds, soit un total de 1 488 km à comparer aux 838 km à vol d'oiseau entre les différents points de passage. À l'opposé, Coconea parcouru seulement 24 % de la distance en vol et marcha 76 % du trajet (soit 1 021 km).
| Rang | Équipe  | Athlète             | Remarques                                                            |
| ---- | ------- | ------------------- | -------------------------------------------------------------------- |
| 1    | SUI I   | Alex Hofer          | Arrivé à Monaco après 14 jours et 1 h 00                             |
| 2    | ROM     | Toma Coconea        | + 4:35                                                               |
| 3    | SUI III | Martin Müller       | + 1j 0:15                                                            |
| 4    | SUI II  | Urs Lötscher        | + 1j 5:50                                                            |
| 5    | JPN     | Kaoru Ogisawa       | + 1j 22:54                                                           |
| 6    | GBR I   | Aidan Toase         | 102 km de Monaco (à vol d'oiseau)                                    |
| 7    | ESP     | Ramon Morillas      | 124 km de Monaco                                                     |
| 8    | GBR II  | Ulric Jessop        | 130 km de Monaco                                                     |
| 9    | USA II  | Honza Rejmanek      | 142 km de Monaco                                                     |
| 10   | ITA II  | Leone Pascale       | 152 km de Monaco                                                     |
| 11   | CZE     | Jan Skrablek        | 159 km de Monaco                                                     |
| 12   | FRA II  | Julien Wirtz        | 185 km de Monaco                                                     |
| 13   | USA I   | Nate Scales         | 186 km de Monaco                                                     |
| 14   | GER II  | Peter Rummel        | 246 km de Monaco                                                     |
| 14   | AUT I   | Chris Reinegger     | 246 km de Monaco                                                     |
| 14   | ITA I   | Andy Frötscher      | 246 km de Monaco                                                     |
| 17   | AUS     | Lloyd Pennicuik     | 283 km de Monaco                                                     |
| 18   | RUS     | Dmtry Gusev         | 325 km de Monaco                                                     |
|      | SLO     | Simon Copi          | Éliminé après 487 km / à 351 km de Monaco (Distances à vol d'oiseau) |
|      | BEL     | Tom de Dorlodot     | Éliminé après 437 km                                                 |
|      | VEN     | Raul Penso          | Éliminé après 414 km                                                 |
|      | AUT II  | Gerald Ameseder     | Éliminé après 402 km                                                 |
|      | SVK     | Peter Vrabec        | Éliminé après 357 km                                                 |
|      | FRA I   | Vincent Sprungli    | Abandon après 318 km                                                 |
|      | POL     | K. Ziolkowski       | Éliminé après 239 km                                                 |
|      | GER I   | Michael Gebert      | Éliminé après 208 km                                                 |
|      | CAN     | Max Fanderl         | Éliminé après 165 km                                                 |
|      | COL     | Hugo Jimenez        | Éliminé après 140 km                                                 |
|      | GRC     | Dimitris Bourazanis | Éliminé après 127 km                                                 |
|      | TUR     | Yurdaer Etike       | Éliminé après 23 km                                                  |

## X-Alps 2009
En 2009 a lieu la quatrième édition du Red Bull X-Alps.

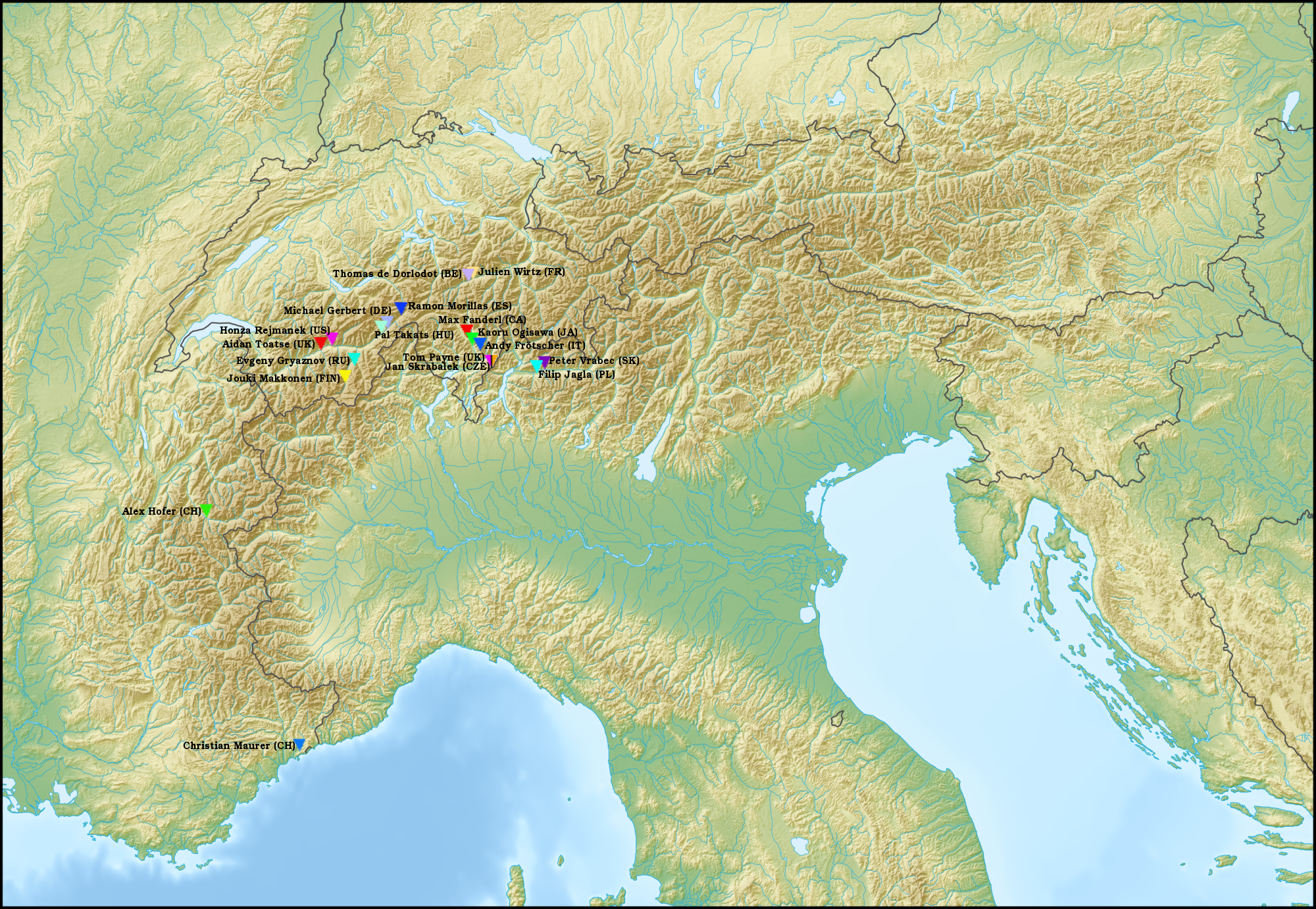
Le 28 juillet peu après Christian Maurer atteint le but (mont Gros) avec une avance considérable sur son compatriote Alex Hofer qui est du côté de Saint-Jean-de-Maurienne et le peloton qui est encore majoritairement en Suisse.

### Parcours
Le point de départ de la course n'est plus le Dachstein comme les années précédentes, mais Salzbourg (toujours en Autriche). L'arrivée est toujours située à Monaco. Les points de passage sont :
- Gaisberg (Autriche) ;
- Watzmann (Allemagne) ;
- Großglockner (Autriche) ;
- Marmolada  (Italie) ;
- Cervin  (Suisse) ;
- Mont Blanc  (France) ;
- Mont Gros  (France).

### Participants et résultats
En 2009 seules deux équipes ont atteint l'arrivée à Monaco. Douze participants ont abandonné, ont été disqualifiés ou ont été éliminés comme le prévoit la règle pour le dernier tous les deux jours. Le premier à atteindre Monaco fut le suisse Chrigel Maurer, multiple vainqueur de la coupe du monde de parapente, du championnat du monde de parapente et du championnat d'Europe de parapente. Le lendemain, son compatriote Alex Hofer, vainqueur des éditions 2005 et 2007 du X-Alps, fut le deuxième et dernier participant à atteindre le but.
Le vainqueur Chrigel Maurer parcouru 72 % de la distance (999 km) en vol et les 28 % restants (380 km) à pieds, avec un dénivelé cumulé positif de 35 520 mètres.
| Rang | Équipe             | Athlète               | Assistant                    | Remarques                                                                                        |
| ---- | ------------------ | --------------------- | ---------------------------- | ------------------------------------------------------------------------------------------------ |
| 1    | Suisse III         | Chrigel Maurer        | Thomas Theurillat            | Arrivé à Monaco après 9 jours, 23:54 Distance à vol d'oiseau 818 km / distance effective 1379 km |
| 2    | Suisse I           | Alex Hofer            | Nicole Schlotterer           | +1 jour 9:24                                                                                     |
| 3    | USA                | Honza Rejmanek        | Dave Hanning                 | 139 km de Monaco (à vol d'oiseau)                                                                |
| 4    | Angleterre I       | Aidan Toase           | Charlie Merrett              | 164 km de Monaco                                                                                 |
| 5    | Russie             | Evgeny Gryaznov       | Dmitry Gusev                 | 193 km de Monaco                                                                                 |
| 6    | Allemagne          | Michael Gebert        | Florian Schellheimer         | 203 km de Monaco                                                                                 |
| 7    | Finlande           | Jouni Makkonen        | Toni Leskelä                 | 230 de Monaco                                                                                    |
| 8    | Hongrie            | Pal Takats            | Mauritz Volkmer              | 231 de Monaco                                                                                    |
| 9    | Espagne            | Ramon Morillas        | Juan Morillas                | 237 de Monaco                                                                                    |
| 10   | Belgique           | Thomas de Dorlodot    | Maxime van Dyck              | 238 km de Monaco                                                                                 |
| 11   | France II          | Julien Wirtz          | Adrien Vicier                | 245 km de Monaco                                                                                 |
| 12   | Italie II          | Andy Frötscher        | Raphael Graetz Murphy        | 288 km de Monaco                                                                                 |
| 13   | Japon I            | Kaoru Ogisawa         | Masaru Saso                  | 297 km de Monaco                                                                                 |
| 13   | Canada             | Max Fanderl           | Penny Powers                 | 297 km de Monaco                                                                                 |
| 15   | Angleterre II      | Tom Payne             | Alex Raymont                 | 321 km de Monaco                                                                                 |
| 15   | République tchèque | Jan Skrabalek         | David Bzirsky                | 321 km de Monaco                                                                                 |
| 17   | Pologne            | Filip Jagla           | Piotr Goc                    | 423 km de Monaco                                                                                 |
| 18   | Slovaquie          | Peter Vrabec          | Tomas Bernat                 | 457 km de Monaco                                                                                 |
|      | Autriche I         | Helmut Eichholzer     | Andreas Neubacher            | disqualifié (vol dans un espace aérien interdit)                                                 |
|      | Roumanie           | Toma Coconea          | Vasile Trifan, Daniel Piscia | disqualifié (vol dans un espace aérien interdit)                                                 |
|      | Suisse II          | Martin Müller         | Fabien Zuberer               | abandon (blessure)                                                                               |
|      | Japon II           | Masayuki Matsubara    | Tetsuo Kogai                 | éliminé (dernier)                                                                                |
|      | France I           | Vincent Sprüngli      | David Bibier Cocatrix        | abandon (blessure)                                                                               |
|      | Australie          | Lloyd Pennicuik       | Lewis Nott                   | éliminé (dernier)                                                                                |
|      | Venezuela          | Raul Penso            | Ismael Penso                 | disqualifié (vol dans un espace aérien interdit)                                                 |
|      | Pays-Bas           | Ronny Geijsen         | Hugo Robben                  | abandon (blessure)                                                                               |
|      | Afrique du Sud     | Pierre Carter         | James Braid                  | abandon (blessure)                                                                               |
|      | Italie I           | Leone Antonio Pascale | Maurizio Dalla Valle         | abandon (blessure)                                                                               |
|      | Slovénie           | Primoz Susa           | Igor Erzen                   | éliminé (dernier)                                                                                |
|      | Autriche II        | Christian Amon        | Manuel Goller                | abandon (blessure)                                                                               |

## X-Alps 2011
En 2011 a lieu la cinquième édition du Red Bull X-Alps, entre Salzbourg et Monaco.

### Parcours
- Gaisberg, Autriche, 0 km, 0 km
- Dachstein, Autriche, 58 km, 58 km
- Großglockner, Autriche, 81 km, 139 km
- Tre Cime, Italie, 138 km, 198 km
- Piz Palü, Suisse, 181 km, 379 km
- Matterhorn, Suisse, 183 km, 562 km
- Mont Blanc, France, 63 km, 625 km
- Mont Gros, France, 234 km, 859 km
- Monaco, 5 km, 864 km

### Participants et résultats
| Classement | Athlète (équipe)            | Distance totale (km) | Distance du but (km) | Distance vol (km) | Distance marche (km) | vol/marche (%) |
| ---------- | --------------------------- | -------------------- | -------------------- | ----------------- | -------------------- | -------------- |
| 1          | Christian Maurer (SUI1)     | 1807                 | GOAL                 | 1321              | 486                  | 73/27          |
| 2          | Toma Coconea (ROM)          | 1807                 | GOAL                 | 826               | 981                  | 46/54          |
| 3          | Paul Guschlbauer (AUT4)     | 1781                 | 9                    | 1107              | 674                  | 62/38          |
| 4          | Martin Müller (SUI3)        | 1870                 | 73                   | 1115              | 754                  | 60/40          |
| 5          | Jon Chambers (GBR2)         | 1515                 | 113                  | 730               | 784                  | 48/52          |
| 6          | Michael Gebert (GER)        | 1464                 | 171                  | 473               | 991                  | 32/68          |
| 7          | Ferdinand v. Schelven (NED) | 1600                 | 173                  | 803               | 796                  | 50/50          |
| 8          | Clement Latour (FRA3)       | 1576                 | 175                  | 834               | 742                  | 53/47          |
| 9          | Jouni Makkonen (FIN)        | 1533                 | 176                  | 902               | 631                  | 59/41          |
| 10         | Honza Rejmanek (USA)        | 1552                 | 181                  | 793               | 759                  | 51/49          |
| 11         | Thomas De Dorlodot (BEL)    | 1561                 | 183                  | 719               | 842                  | 46/54          |
| 12         | Evgenii Griaznov (RUS)      | 1430                 | 241                  | 521               | 909                  | 36/64          |
| 13         | Helmut Eichholzer (AUT1)    | 1401                 | 305                  | 733               | 668                  | 52/48          |
| 14         | Andy Frötscher (ITA)        | 1105                 | 305                  | 393               | 712                  | 36/64          |
| 15         | Max Fanderl (CAN)           | 1128                 | 305                  | 414               | 714                  | 37/63          |
| 16         | Richard Pethigal (BRA)      | 1138                 | 327                  | 328               | 810                  | 29/71          |
| 17         | Pawel Faron (POL)           | 1099                 | 350                  | 390               | 709                  | 36/64          |
| 18         | Oriol Fernandez (ESP)       | 1038                 | 389                  | 395               | 643                  | 38/62          |
|            | Steve Nash (GBR1)           | 907                  | 385                  | 255               | 652                  | 28/72          |
|            | Jan Skrabalek (CZE)         | 879                  | 478                  | 181               | 698                  | 21/79          |
|            | Pierre Carter (RSA)         | 690                  | 516                  | 288               | 402                  | 42/58          |
|            | Martin Romero (ARG)         | 618                  | 573                  | 103               | 515                  | 17/83          |
|            | Masayuki Matsubara (JPN2)   | 557                  | 620                  | 98                | 459                  | 18/82          |
|            | Vincent Sprüngli (FRA1)     | 415                  | 631                  | 123               | 292                  | 30/70          |
|            | Nuno Virgilio (POR)         | 379                  | 683                  | 146               | 233                  | 39/61          |
|            | Mike Küng (AUT3)            | 342                  | 677                  | 116               | 226                  | 34/66          |
|            | Philippe Barnier (FRA2)     | 226                  | 757                  | 90                | 136                  | 40/60          |
|            | Ivar Sandstå (NOR)          | 169                  | 786                  | 44                | 125                  | 26/74          |
|            | Cristian Amon (AUT2)        | 190                  | 755                  | 58                | 132                  | 31/69          |
|            | Kaoru Ogisawa (JPN1)        | 291                  | 739                  | 129               | 162                  | 44/56          |

## X-Alps 2013

### Parcours
De Salzbourg (Autriche) à Monaco.
| #  | Turnpoint      |                         |
| -- | -------------- | ----------------------- |
| 1  | Autriche       | Gaisberg                |
| 2  | Autriche       | Dachstein               |
| 3  | Autriche       | Wildkogel               |
| 4  | Allemagne      | Zugspitze               |
| 5  | Italie         | Ortler/Sulden           |
| 6  | Suisse         | Interlaken              |
| 7  | Suisse         | Matterhorn              |
| 8  | France/ Italie | Mont Blanc              |
| 9  | France         | Saint Hilaire du Touvet |
| 10 | France         | Peille                  |

### Participants et résultats
31 athlètes ont décollé du Mozartplatz à Salzbourg le 7 juillet 2013. Un nombre record de 10 équipes est parvenu à l'arrivée à Monaco.
| Classement | Équipe | Athlète                | Assistant                             | Temps             | Distance de l'arrivée (à vol d'oiseau) |
| ---------- | ------ | ---------------------- | ------------------------------------- | ----------------- | --- |
| 1          | SUI1   | Chrigel Maurer         | Thomas Theurillat                     | 6 jours et 23h40  | |
| 2          | FRA1   | Clement Latour         | Philippe Barnier Bruno Deloustal      | 8 jours et 16h    | |
| 3          | FRA2   | Antoine Girard         | Nelson de Freyman Yves Bernard        | 8 jours et 16h30  | |
| 4          | GBR    | Jon Chambers           | Richard Chambers Tom Payne            | 9 jours et 5h12   | |
| 5          | ITA2   | Peter Gebhard          | Heidi Insam Gerald Demetz             | 9 jours et 7h40   | |
| 6          | NED    | Ferdinand van Schelven | Anton Brous                           | 10 jours et 9h27  | |
| 7          | ITA1   | Aaron Durogati         | Renata Kuhnova Ondrej Prochazka       | 10 jours et 10h28 | |
| 8          | SUI2   | Martin Müller          | Stephane Voeffray Julien Andrey       | 10 jours et 21h43 | |
| 9          | AUT1   | Paul Guschlbauer       | Sara Gudelius Axel Gudelius           | 11 jours et 5h47  | |
| 10         | ROM    | Toma Coconea           | Daniel Pisica Adrian Miclea           | 11 jours et 11h22 | |
| 11         | USA1   | Honza Rejmanek         | Luis Rosenkjer Jesse Williams         |                   | 101 km |
| 12         | FRA3   | Victor Sebe            | Vincent Tourangin Hugues Baschet      |                   | 113 km |
| 13         | BEL    | Tom de Dorlodot        | Cedric de Bruyn Sebastien Granville   |                   | 153 km |
| 14         | RUS    | Evgeny Gryaznov        | Tatsiana Spirydonava Valeriy Maznev   |                   | 154 km |
| 15         | POL    | Pawel Faron            | Piotr Goc Witold Wladyka              |                   | 154 km |
| 16         | JPN1   | Kaoru Ogisawa          | Fumio Miki Hideo Inaba                |                   | 168 km |
| 17         | ITA3   | Andy Frötscher         | Robert Mur Michael Schneider          |                   | 182 km |
| 18         | JPN2   | Shoichiro Tadano       | Masaru Saso Naohisa Okada             |                   | 184 km |
| 19         | CZE    | Michal Krysta          | Standa Mayer Jan Skrabalek            |                   | 229 km |
| 20         | GER3   | Max Mittmann           | Matthias Christen Roger Christen      |                   | 261 km |
| 21         | AUT2   | Mike Küng              | Eduard Kumaropulos Renate Schatzl     |                   | 379 km |
| 22         | VEN    | Raul Penso             | Dario di Gioia Gabriela Guzman        |                   | 385 km, pénalité de 48 heures pour avoir volé en zone interdite ; pénalité de 24 heures pour avoir eu besoin d'être secouru en terrain difficile par un guide de haute montagne |
| 23         | CAN    | Max Fanderl            | Penny Powers Mik Broschart            |                   | 411 km |
| 24         | GER2   | Lars Budack            | Jonathan Möller Wenzel Piel           |                   | 428 km |
| 25         | KOR    | Pil Pyo Hong           | Kim Min Soo Ryu Yun Jae               |                   | 430 km |
| 26         | RSA    | Pierre Carter          | James Braid                           |                   | 553 km |
| 27         | ESP    | Iñigo Gabiria          | Iñigo Arizaga Xabier Amorrortu        |                   | 588 km |
| 28         | USA2   | Stephan Haase          | David Hanning Brad Sander             |                   | 523 km, abandon (blessure) |
| 29         | AUT3   | Thomas Hofbauer        | Christian Grohs Vera Polaschegg       |                   | 773 km, eliminé |
| 30         | NPL    | Babu Sunuwar           | Charles Kirsten Andreas Kastler       |                   | 853 km, eliminé |
| 31         | ARG    | Claudio Heidel         | Jordi Tosas Carlos Fernández Carrasco |                   | 877 km, eliminé |

Avec 1 031 km, la route était presque 200 km plus longue qu'en 2011. Chrigel Maurer a été le premier à arriver à Monaco, remportant la course pour la 3ème fois consécutive. L'exploit a été réalisé en un temps record de 6 jours, 23 heures et 40 minutes. Il a parcouru un total de 2 556 km, dont 2 288 en parapente et 268 km à pied.

## X-Alps 2015

### Parcours
The route was announced on March 19, 2015. It follows an arc of Europe's highest mountains, starting in Salzburg, Austria and finishing in Monaco. The 2015 route has ten turnpoints and a straight-line distance of 1,038 km and is more challenging tactically than the 2013 race due to it having less obvious flight paths.
Le parcours a été annoncé le 19 mars 2015. Il forme un arc dans les plus hautes montagnes d'Europe, de Salzbourg en Autriche à Monaco. Le parcours 2015 possède 10 turnpoints pour une distance en ligne droite de 1 038 km. Il est techniquement plus difficile que celui de 2013, les voies aériennes possibles étant moins évidentes.
| #  | Turnpoint      |                                |
| -- | -------------- | ------------------------------ |
| 1  | Autriche       | Gaisberg                       |
| 2  | Autriche       | Dachstein                      |
| 3  | Allemagne      | Aschau - Chiemsee (Kampenwand) |
| 4  | Autriche       | Lermoos                        |
| 5  | Italie         | Brenta, Cima Tosa              |
| 6  | Suisse         | St. Moritz - Corvatsch         |
| 7  | Suisse         | Cervin                         |
| 8  | France/ Italie | Mont Blanc                     |
| 9  | France         | Annecy                         |
| 10 | France         | Peille                         |

### Participants et résultats
Le 19 décembre 2014, les 31 premières équipes ont été annoncées. Deux équipes additionnelles ont été ajoutées au départ le 8 janvier 2015. La course a été remportée pour la 4ème fois consécutive par l'athlète suisse Christian Maurer, en 8 jours 4h37. Il pilotait un parapente Advance Omega.
| Légende                   |
| ------------------------- |
| Participants additionnels |

| Classement | Équipe | Athlète                             | Assistant           | Durée                                                                  | Distance de l'arrivée (à vol d'oiseau) |
| ---------- | ------ | ----------------------------------- | ------------------- | ---------------------------------------------------------------------- | -------------------------------------- |
| 1          | SUI1   | Chrigel Maurer (defending champion) | Thomas Theurillat   | 8 jours 4h                                                             |                                        |
| 2          | GER3   | Sebastian Huber                     | Martin Walleitner   | 8 jours 22h                                                            |                                        |
| 3          | AUT1   | Paul Guschlbauer                    | Werner Strittl      | 9 jours 4h                                                             |                                        |
| 4          | FRA2   | Antoine Girard                      | Demelin Mathieu     | 9 jours 5h                                                             |                                        |
| 5          | FRA4   | Gaspard Petiot                      | Laurent Pezet       | 9 jours 5h                                                             |                                        |
| 6          | ITA    | Aaron Durogati                      | Ondrej Prochazka    | 9 jours 6h                                                             |                                        |
| 7          | NED    | Ferdinand van Schelven              | Anton Brous         | 9 jours 22h                                                            |                                        |
| 8          | USA2   | Gavin McClurg                       | Bruce Marks         | 10 jours 4h                                                            |                                        |
| 9          | GER4   | Manuel Nübel                        | Christian Schineis  | 10 jours 17h                                                           |                                        |
| 10         | NZL    | Nick Neynens                        | Louis Tapper        | 10 jours 18h                                                           |                                        |
| 11         | FRA3   | Nelson de Freyman                   | Thomas Punty        | 11 jours 2h                                                            |                                        |
| 12         | CZE    | Stanislav Mayer                     | Petr Kostrhun       | 11 jours 8h                                                            |                                        |
| 13         | SUI4   | Peter von Bergen                    | Philippe Arn        | 11 jours 12h                                                           |                                        |
| 14         | KOR    | Chi-Kyong Ha                        | Yun Jae Rju         | 11 jours 15h                                                           |                                        |
| 15         | USA1   | Honza Rejmanek                      | Jesse Williams      | 11 jours 17h                                                           |                                        |
| 16         | POL    | Pawel Faron                         | Piotr Goc           | 11 jours 20h                                                           |                                        |
| 17         | SWE    | Erik Rehnfeldt                      | Peter Back          | 11 jours 21h                                                           |                                        |
| 18         | SUI3   | Michael Witschi                     | Yael Margelisch     | 11 jours 22h                                                           |                                        |
| 19         | AUT3   | Stephan Gruber                      | Claus Eberharter    | 11 jours 6h, pénalité de 48 heures pour vol en zone aérienne interdite |                                        |
| 20         | USA4   | Dave Turner                         | Krischa Berlinger   |                                                                        | 140 km                                 |
| 21         | GBR    | Steve Nash                          | Richard Bungay      |                                                                        | 178 km                                 |
| 22         | AUT2   | Gerald Gold                         | Othmar Heinisch     |                                                                        | 302 km                                 |
| 23         | USA3   | Dawn Westrum                        | Jaroslaw Wieczorek  |                                                                        | 375 km, éliminé                        |
| 24         | BEL    | Thomas de Dorlodot                  | Sebastien Granville |                                                                        | 499 km, arrêt pour blessure            |
| 25         | AUT4   | Pascal Purin                        | Florian Ebenbichler |                                                                        | 531 km, arrêt pour blessure            |
| 26         | ROM    | Toma Coconea                        | Daniel Pisica       |                                                                        | 555 km, arrêt pour blessure            |
| 27         | RSA    | Stephan Kruger                      | Konstantin Filipov  |                                                                        | 575 km, éliminé                        |
| 28         | GER1   | Michael Gebert                      | Tobias Böck         |                                                                        | 575 km, abandon                        |
| 29         | ESP    | Ivan Colás                          | Íñigo Arizaga       |                                                                        | 611 km, arrêt pour blessure            |
| 30         | COL    | Alex Villa                          | Stefan Hodeck       |                                                                        | 635 km, eliminé                        |
| 31         | SUI2   | Samuel Vurpillot                    | Martin Müller       |                                                                        | 755 km, eliminé                        |
| 32         | GER2   | Yvonne Dathe                        | Thomas Ide          |                                                                        | 840 km, eliminé                        |
| 33         | FRA1   | Clément Latour                      | Barnier Philippe    | N'a pas débuté la course                                               | N'a pas débuté la course               |

## X-Alps 2017

### Parcours
Le parcours a été annoncé le 29 mars 2017. Il contient 7 turnpoints pour une distance en ligne droite de 1 138 km.
| # | Turnpoint |                                |
| - | --------- | ------------------------------ |
| 1 | Autriche  | Gaisberg                       |
| 2 | Slovénie  | Triglav                        |
| 3 | Allemagne | Aschau - Chiemsee (Kampenwand) |
| 4 | Autriche  | Lermoos                        |
| 5 | Italie    | Monte Baldo                    |
| 6 | Suisse    | Cervin                         |
| 7 | France    | Peille                         |

### Participants et résultats
Les athlètes participants ont été annoncés le 2 novembre 2016 sur les réseaux sociaux. 2 équipes addionnelles ont été ajoutées le 2 janvier 2017. En 2017, 31 équipes ont pris part à la Red Bull X-Alps ; 12 novices ainsi que le champion Chrigel Maurer et la légende Toma Coconea, qui a pris part à chaque édition de la course.
| Classement | Équipe | Athlète                    | Aile                  | Assistant                    | Durée       | Distance de l'arrivée (à vol d'oiseau) |
| ---------- | ------ | -------------------------- | --------------------- | ---------------------------- | ----------- | -------------------------------------- |
| 1          | SUI1   | Chrigel Maurer             | Skywalk X-Alps3       | Tobias Dimmler               | 1 jours 23h |                                        |
| 2          | FRA4   | Benoit Outters             | Sup'Air Wild          | Damien Lacaze                | 11 jours 1h |                                        |
| 3          | AUT1   | Paul Guschlbauer           | Skywalk X-Alps3       | Werner Strittl               |             | 5 km                                   |
| 4          | NED    | Ferdinand van Schelven     | Skywalk X-Alps3       | Nicole Vincent Piazza        |             | 49 km                                  |
| 5          | AUT4   | Simon Oberrauner           | Skywalk X-Alps3       | Christoph Wolf               |             | 51 km                                  |
| 6          | AUT3   | Pascal Purin               | Ozone Z-Alps          | Gabriele Müller              |             | 86 km                                  |
| 7          | HUN    | Pal Takats                 | Ozone                 | Ferdinand Vogel              |             | 89 km                                  |
| 8          | GER1   | Sebastian Huber            | Advance Omega X-Alps  | Martin Walleitner            |             | 95 km                                  |
| 9          | NZL    | Nick Neynens               | Ozone Z-Alps          | Ben Neynens                  |             | 130 km                                 |
| 10         | CZE    | Stanislav Mayer            | GIN GTO2              | Jiří Dlask                   |             | 172 km                                 |
| 11         | ROU    | Toma Coconea               | Advance Omega X-Alps2 | Adrian Miclea                |             | 271 km                                 |
| 12         | FRA3   | Nelson de Freyman          | Advance Omega X-Alps2 | Damien Pierre                |             | 275 km                                 |
| 13         | ITA2   | Tobias Grossrubatscher     | Ozone LM6             | Lukas Hitthaler              |             | 275 km                                 |
| 14         | USA1   | Gavin McClurg              | Niviuk Klimber        | Bruce Marks                  |             | 308 km                                 |
| 15         | CAN    | Richard Brezina            | Skywalk Poison X-Alps | Julien Maatouk               |             | 319 km                                 |
| 16         | POL    | Michal Gierlach            | Sup'air Wild          | Dominika Kasieczko           |             | 378 km                                 |
| 17         | RUS    | Evgenii Griaznov           |                       | Stanislaw Radzikowski        |             | 457 km                                 |
| 18         | USA2   | Jesse Williams             | Skywalk X-Alps        | Pavel Cibulka                |             | 474 km                                 |
| 19         | BEL    | Tom de Dorlodot            | Supair Wild           | Sebastien Granville          |             | 510 km                                 |
| 20         | GER2   | Manuel Nübel               | Skywalk Poison X-Alps | Christian Schineis           |             | 209 km, abandon                        |
| 21         | FRA2   | Gaspard Petiot             |                       | Laurent Peseta               |             | 383 km, abandon                        |
| 22         | USA3   | Mitch Riley                |                       | Thomas Alfred                |             | 530 km, éliminé                        |
| 23         | SUI2   | Krischa Berlinger          |                       | Benjamin Jordan              |             | 551 km, abandon                        |
| 24         | ESP    | Jose Ignacio Arevalo Guede |                       | Francisco Javier Delgado Cid |             | 745 km, éliminé                        |
| 25         | AUS    | Che Golus                  |                       | Oliver Delprado              |             | 773 km, abandon                        |
| 26         | ITA1   | Aaron Durogati             |                       | Matteo Vettorel              |             | 776 km, abandon                        |
| 27         | RSA    | Duncan Kotze               |                       | Johan De Bruijn              |             | 832 km, éliminé                        |
| 28         | ARG    | Claudio Heidel Schemberger |                       | Jorge Zimmerman              |             | 967 km, éliminé                        |
| 29         | AUT2   | Stephan Gruber             |                       | Florian Eder                 |             | 984 km, abandon                        |
| 30         | FRA1   | Antoine Girard             |                       | Laurent Fischer              |             | 1048 km, abandon                       |
| 31         | MEX    | David Liano Gonzalez       |                       | Alejandro Gonzalez Medina    |             | 1059 km, éliminé                       |

## X-Alps 2019

### Parcours
Le parcours 2019 part de Salzbourg en Autriche et se termine à Monaco.
| #  | Turnpoint      |                                |
| -- | -------------- | ------------------------------ |
| 1  | Autriche       | Gaisberg                       |
| 2  | Autriche       | Wagrain-Kleinarl               |
| 3  | Allemagne      | Aschau-Chiemsee                |
| 4  | Italie         | Kronplatz                      |
| 5  | Autriche       | Lermoos-Tiroler Zugspitz Arena |
| 6  | Suisse         | Davos                          |
| 7  | Suisse         | Titlis                         |
| 8  | Suisse         | Eiger                          |
| 9  | France/ Italie | Mont Blanc                     |
| 10 | France         | Saint-Hilaire du Touvet        |
| 11 | Italie         | Monte Viso                     |
| 12 | France         | Cheval Blanc                   |
| 13 | France         | Peille                         |

### Participants et résultats
A total of 32 athletes started the 2019 race.
| Classement | Équipe | Athlète                 | Aile                        | Profession                                               | Assistant                 | Durée          | Distance de l'objectif (à vol d'oiseau) |
| ---------- | ------ | ----------------------- | --------------------------- | -------------------------------------------------------- | ------------------------- | -------------- | --------------------------------------- |
| 1          | SUI1   | Chrigel Maurer          | ADVANCE Omega X-Alps 3 22,8 | Pilote de compétition (parapente), Coach, Conférencier   | Andy Schäublin            | 9 jours 3h06   |                                         |
| 2          | FRA4   | Maxime Pinot            | Zeolite S                   | Instructeur de parapente / Pilote d'essai                | Jérémie Lager             | 9 jours 21h52  |                                         |
| 3          | AUT1   | Paul Guschlbauer        | Skywalk X-Alps4 S           | Athlète                                                  | Werner Strittl            | 10 jours 8h45  |                                         |
| 3          | FRA1   | Benoit Outters          | Supair Wild 21              | Pompier                                                  | Stéphane Garin            | 10 jours 8h45  |                                         |
| 5          | GER1   | Manuel Nübel            | Skywalk X-Alps4             | Pilote biplace / À son compte                            | Christian Schineis        | 10 jours 11h26 |                                         |
| 6          | AUT2   | Simon Oberrauner        | Skywalk X-Alps4             | Pilote biplace                                           | Simon Volker              | 10 jours 12h05 |                                         |
| 7          | FRA2   | Gaspard Petiot          | Zeolite S                   | Professeur d'université (Lyon 1)                         | Laurent Pezet             | 10 jours 13h12 |                                         |
| 8          | SUI2   | Patrick von Känel       | ADVANCE Omega X-Alps 3 22,8 | Pilote d'essai pour Advance                              | Sepp Inniger              | 10 jours 13h46 |                                         |
| 9          | ITA1   | Aaron Durogati          | Omega Xalps 3 21,8          | Pilote de parapente                                      | Elisabeth Egger           | 10 jours 17h22 |                                         |
| 10         | BEL    | Tom de Dorlodot         | Supair Wild 23              | Pilote de parapente / Aventurier                         | Diego Lacroix             | 10 jours 22h33 |                                         |
| 11         | ROU    | Toma Coconea            | Advance Omega X-Alps 3      | Instructeur de vol                                       | Adrian Miclea             |                | 78.1km                                  |
| 12         | USA1   | Gavin McClurg           | Zeolite S                   | Pilote de parapente / Athlète, CEO Offshore Odysseys     | Ben Abruzzo               |                | 206km                                   |
| 13         | ITA2   | Tobias Grossrubatscher  | Skywalk X-Alps4             | Bûcheron                                                 | Karl Heufler              |                | 212.7km                                 |
| 14         | GER2   | Markus Anders           | Skywalk X-Alps4             | R&D Harness Skywalk, Coaching, Athlète Marche & Vol      | Kilian Hallweger          |                | 215.8km                                 |
| 15         | NZL1   | Nick Neynens            | Ozone Zeolite MS            | Météorologiste                                           | Ben Neynens               |                | 263.3km                                 |
| 16         | MEX    | Eduardo Garza           | Skywalk X-Alps4 XS          | Ingénieur mécanique & électrique                         | Bianca Heinrich           |                | 265.4km                                 |
| 17         | RUS    | Evgenii Griaznov        | SupAir Wild 23              | Enseignant                                               | Andrei Mashak             |                | 270.3km                                 |
| 18         | SVK    | Juraj Koren             | Gin Puma 20,5               | Étudiant, pilote biplace, pilote d'essai pour Air Design | Jakub Beňo                |                | 290.1km                                 |
| 19         | SUI3   | Adrian Keller           | Skywalk X-Alps4 XS          | Mécanicien de vélo                                       | Dina Sägesser             |                | 350.5km                                 |
| 20         | USA3   | Cody Mittanck           | Zeolite MS                  | Écologiste / Consultant GIS                              | Huntley Brockie           |                | 399km                                   |
| 21         | DNK    | Thomas Juel Christensen | Zeolite MS                  | Chef de projet                                           | Hans Kristjan Gudmundsson |                | 423.8km                                 |
| 22         | TUR    | Baris Celik             | Skywalk X-Alps4             | Pilote biplace                                           | Metin Kavuncu             |                | 449.1km                                 |
| 23         | USA2   | Willi Cannell           | Niviuk Klimber P 19,24      | Guide de rivière                                         | Rob Curran                |                | 471.4km                                 |
| 24         | HRV    | Marko Hrgetic           | Triple Seven Qlite MS       | Instructeur de parapente                                 | Adrien Colombié           |                | 478.3km                                 |
| 25         | JPN    | Kaoru Ogisawa           | PHI Maestro light 18.0      | Pilote de parapente                                      | Fumio Miki                |                | 500.9km                                 |
| 26         | AUT3   | Helmut Schrempf         | Supair Wild 23              | Pilote de parapente, instructeur SIV                     | Marcus Winkler            |                | 503.4km                                 |
| OUT        | KOR    | Chikyong Ha             | Gingliders Puma 20,5        | Instructeur de parapente, pilote d'essai                 | Younjae Ryu               |                | 530km                                   |
| DNF        | FRA3   | Antoine Girard          | Zeolite MS                  | Professeur d'université (informatique)                   | Martin Beaujouan          |                | 554km                                   |
| OUT        | NZL2   | Kinga Masztalerz        | Supair Wild 21              | Coaching (parapente), culture de nénuphars tropicaux     | Chris Wright              |                | 580km                                   |
| OUT        | COL    | Alex Villa              | Supair Wild 21              | Production événementielle                                | Lucho Jimenez             |                | 743km                                   |
| OUT        | POL    | Dominika Kasieczko      | Zeolite S                   | Pilote guide de parapente, architecte                    | Kuba Poburka              |                | 870km                                   |
| OUT        | LBN    | Rodolphe Akl            | Alpina 3 MS                 | Forces spéciales (montagne)                              | Alexandre Scelsi          |                | 990km                                   |

## X-Alps 2021
La 10ème édition de la course a démarré le 20 juin 2021 à 11h30, au Mozartplatz dans le centre ville de Salzbourg.

### Parcours
Le parcours 2021 démarre à Salzbourg et termine à Zell am See.
| #  | Turnpoint      | Lieu                           |
| -- | -------------- | ------------------------------ |
| 1  | Autriche       | Gaisberg                       |
| 2  | Autriche       | Wagrain-Kleinarl               |
| 3  | Autriche       | Kitzbühel                      |
| 4  | Allemagne      | Achental (Chiemgau)            |
| 5  | Autriche       | Lermoos-Tiroler Zugspitz Arena |
| 6  | Suisse         | Säntis                         |
| 7  | Suisse         | Fiesch                         |
| 8  | France         | Dent d’Oche                    |
| 9  | France/ Italie | Mont Blanc                     |
| 10 | Italie/ Suisse | Piz Palü                       |
| 11 | Italie         | Kronplatz                      |
| 12 | Autriche       | Schmittenhöhe                  |

### Participants
29 athlètes ont pris part à l'édition 2021.
| Équipe | Athlète                | Assistant             |
| ------ | ---------------------- | --------------------- |
| AUT1   | Paul Guschlbauer       | Werner Strittl        |
| AUT2   | Simon Oberrauner       | Simon Volker          |
| AUT3   | Thomas Friedrich       | Arno Flitsch          |
| BEL    | Tom de Dorlodot        | Thibault Voglet       |
| FRA1   | Maxime Pinot           | Jérémie Lager         |
| FRA2   | Benoît Outters         | Tom Remi              |
| FRA3   | Théo de Blic           | Jules Croibier        |
| FRA4   | Laurie Genovese        | Alexis Reverchon      |
| FRA5   | Damien Lacaze          | Stéphane Garin        |
| GBR    | Steve Bramfitt         | Matthijs Groeneveld   |
| GER1   | Manuel Nübel           | Sascha Rentel         |
| GER2   | Markus Anders          | Daniel Oberauer       |
| GER3   | Michael Lacher         | Matthias Kraus        |
| ITA1   | Aaron Durogati         | Elisabeth Egger       |
| ITA2   | Tobias Grossrubatscher | Simon Grossrubatscher |
| ITA3   | Nicola Donini          | Fiorenzo Graziano     |
| JPN1   | Kaoru Ogisawa          | Davide Cardona        |
| JPN2   | Ken Oguma              | Tetsuo Kogai          |
| MEX    | Eduardo Garza          | Bianca Heinrich       |
| NED    | Ferdinand van Schelven | Nicole van Schelven   |
| NZL1   | Nick Neynens           | Andrew Dobinson       |
| POL    | Michal Gierlach        | Maciej Zietara        |
| ROM    | Toma Coconea           | Adrian Pochiu         |
| RUS    | Andrei Mashak          | Andrey Bukin          |
| SUI1   | Chrigel Maurer         | Thomas Theurillat     |
| SUI2   | Patrick von Känel      | Andy Jäggi            |
| SUI4   | Yael Margelisch        | Joël Bruchez          |
| USA1   | Gavin McClurg          | Reavis Sutphin-Gray   |
| USA2   | Cody Mittanck          | Robert Brockie        |

### Résultats[8]
| Rank | Team | Athlète                | Durée             | Distance de l'objectif (à vol d'oiseau) |
| ---- | ---- | ---------------------- | ----------------- | --------------------------------------- |
| 1    | SUI1 | Christian Maurer       | 8 jours 6h30m28s  |                                         |
| 2    | SUI2 | Patrick von Känel      | 9 jours 2h7m30s   |                                         |
| 3    | AUT2 | Simon Oberrauner       | 9 jours 2h18m25s  |                                         |
| 4    | FRA1 | Maxime Pinot           | 9 jours 3h1m14s   |                                         |
| 5    | FRA2 | Benoît Outters         | 10 jours 9h12m12s |                                         |
| 6    | GER1 | Manuel Nübel           |                   | 39.1 km                                 |
| 7    | AUT1 | Paul Guschlbauer       |                   | 43.5 km                                 |
| 8    | ITA2 | Tobias Grossrubatscher |                   | 65.6 km                                 |
| 9    | POL  | Michal Gierlach        |                   | 88.1 km                                 |
| 10   | NED  | Ferdinand van Schelven |                   | 93.4 km                                 |
| 11   | FRA5 | Damien Lacaze          |                   | 99.3 km                                 |
| 12   | ITA1 | Aaron Durogati         |                   | 108.1 km                                |
| 13   | ROM  | Toma Coconea           |                   | 218.3 km                                |
| 14   | MEX  | Eduardo Garza          |                   | 252.7 km                                |
| 15   | BEL  | Tom de Dorlodot        |                   | 280.3 km                                |
| 16   | GBR  | Steve Bramfitt         |                   | 330.5 km                                |
| 17   | USA1 | Gavin McClurg          |                   | 393.9 km                                |
| 18   | SUI4 | Yael Margelisch        |                   | 412 km                                  |
| 19   | GER3 | Michael Lacher         |                   | 429.3 km                                |
| 20   | JPN1 | Kaoru Ogisawa          |                   | 512.9 km                                |
| DNF  | GER2 | Markus Anders          |                   | 467.8 km                                |
| OUT  | FRA3 | Théo de Blic           |                   | 544.7 km                                |
| OUT  | FRA4 | Laurie Genovese        |                   | 595.2 km                                |
| DNF  | AUT3 | Thomas Friedrich       |                   | 731.5 km                                |
| DNF  | USA2 | Cody Mittanck          |                   | 733.8 km                                |
| OUT  | ITA3 | Nicola Donini          |                   | 739 km                                  |
| DNF  | JPN2 | Ken Oguma              |                   | 926.1 km                                |
| OUT  | NZL1 | Nick Neynens           |                   | 1071.6 km                               |
| OUT  | RUS  | Andrei Mashak          |                   | 1132.9 km                               |

## X-Alps 2025
L'édition 2025 de la course a démarré le 15 juin 2025 à 11h30 depuis le Schulpark à Kitzbühel en Autriche.

### Parcours
Le parcours 2025 démarre à Kitzbühel et termine à Zell am See.
|    | Turnpoint | Lieu                           |
| -- | --------- | ------------------------------ |
| 1  | Autriche  | Hahnenkamm                     |
| 2  | Italie    | Sexten Dolomites               |
| 3  | Italie    | Toblinger Knoten               |
| 4  | Italie    | Merano 2000                    |
| 5  | Italie    | Schenna                        |
| X  | Suisse    | St. Moritz                     |
| 7  | Suisse    | Disentis Sedrun                |
| 8  | Suisse    | Niesen                         |
| 9  | France    | Mont Blanc                     |
| 10 | France    | Les 2 Alpes                    |
| 11 | Suisse    | Ascona-Locarno                 |
| 12 | Suisse    | Bellinzona                     |
| X  | Suisse    | St. Moritz                     |
| 14 | Autriche  | Lermoos Tiroler Zugspitz Arena |
| 15 | Allemagne | Zugspitze                      |
| 16 | Autriche  | Schmittenhöhe                  |

### Participants
| Équipe | Athlète                | Assistant                |
| ------ | ---------------------- | ------------------------ |
| AUS    | Shane Tighe            | Jessica Green            |
| AUT1   | Simon Oberrauner       | Moritz Kampelmühler      |
| AUT2   | Tommy Friedrich        | Markus Preiss            |
| AUT3   | Benedikt Dornauer      | Alexander Wöll           |
| AUT4   | Samuel Tanner          | Jonathan Kalmbach        |
| BEL1   | Thomas de Dorlodot     | Antoine Franc            |
| BEL2   | Jean de Biolley        | Antoine Post             |
| BRA    | Gabriel Jansen Rabello | Benjamin Robin Hodgson   |
| CAN1   | James Elliott          | Benoit Brunet Poirier    |
| CAN2   | Patrick Harvey-Collard | Chloé Bureau-Oxton       |
| CHN    | Beu Yu                 | Shicai Wu                |
| CZE    | Ondrej Prochazka       | Aaron Raich              |
| ESP    | Mattin Iñiguez         | Aner Bueno               |
| FRA1   | Damien Lacaze          | Philadelphe Knellwolf    |
| FRA2   | Maxime Pinot           | Salomé Baudoin           |
| FRA3   | Tim Alongi             | Clément Cruciani         |
| FRA4   | Tanguy Renaud-Goud     | Tim Rochas               |
| FRA5   | Rémi Bourdelle         | Arthur Moindrot          |
| GER1   | Markus Anders          | Jan Steinle              |
| GER2   | Celine Lorenz          | Tim Ungewitter           |
| GER3   | Philipp Haag           | Johannes Baumgarten      |
| GER4   | Christian Schugg       | Pirmin Maurus            |
| ITA1   | Aaron Durogati         | Patrick Gasperini        |
| ITA2   | Tobias Grossrubatscher | Patrick Prantl           |
| ITA3   | Nicola Donini          | Fiorenzo Graziano        |
| ITA4   | Davide Sassudelli      | Elisabetta Dalla Brida   |
| MEX    | Hugo Alvarez Chamoreau | Maxime Alvarez Chamoreau |
| NED    | Sebrand Warren         | Rustam Gelmanov          |
| NOR    | Erlend Ukvitne         | Ivar Bjerkebæk           |
| SUI1   | Christian Maurer       | Ramon Krebs              |
| SUI2   | Patrick von Känel      | Thomas Stivanello        |
| SUI3   | Nicola Heiniger        | Marc Zurflüh             |
| SUI4   | Lars Meerstetter       | Menk Winterberger        |
| SVK    | Juraj Koren            | Pavel Cibulka            |
| USA    | Jared Scheid           | Isaac Lammers            |

### Résultats
| Rank | Team | Athlète                | Durée        | Distance de l'objectif (à vol d'oiseau) |
| ---- | ---- | ---------------------- | ------------ | --------------------------------------- |
| 1    | ITA1 | Aaron Durogati         | 7 jours 8h   |                                         |
| 2    | SUI4 | Lars Meerstetter       | 7 jours 9h   |                                         |
| 3    | AUT1 | Simon Oberrauner       | 7 jours 9h   |                                         |
| 4    | SUI1 | Chrigel Maurer         | 7 jours 9h   |                                         |
| 5    | FRA1 | Damien Lacaze          | 8 jours 1h   |                                         |
| 6    | FRA5 | Rémi Bourdelle         | 8 jours 8h   |                                         |
| 7    | ITA2 | Tobias Grossrubatscher | 8 jours 23h  |                                         |
| 8    | SUI2 | Patrick von Känel      | 8 jours 23h  |                                         |
| 9    | FRA4 | Tanguy Renaud-Goud     | 9 jours 5h   |                                         |
| 10   | SUI3 | Nicola Heiniger        | 9 jours 6h   |                                         |
| 11   | GER1 | Markus Anders          | 9 jours 22h  |                                         |
| 12   | USA  | Jared Scheid           | 9 jours 22h  |                                         |
| 13   | SVK  | Juraj Koren            | 10 jours     |                                         |
| 14   | BEL2 | Jean de Biolley        | 10 jours 2h  |                                         |
| 15   | AUT3 | Benedikt Dornauer      | 10 jours 2h  |                                         |
| 16   | AUT2 | Tommy Friedrich        | 10 jours 3h  |                                         |
| 17   | AUS  | Shane Tighe            | 10 jours 3h  |                                         |
| 18   | ITA4 | Davide Sassudelli      | 10 jours 5h  |                                         |
| 19   | AUT4 | Samuel Tanner          | 10 jours 6h  |                                         |
| 20   | NOR  | Erlend Ukvitne         | 10 jours 22h |                                         |
| 21   | NED  | Sebrand Warren         | 11 jours 22h |                                         |
| DNF  | CZE  | Ondrej Prochazka       |              | 83.8 km                                 |
| OUT  | ESP  | Mattin Iñiguez         |              | 341.9 km                                |
| OUT  | GER2 | Celine Lorenz          |              | 609,2 km                                |
| OUT  | CHN  | Beu Yu                 |              | 958,4 km                                |
| DNF  | ITA3 | Nicola Donini          |              | 602,2 km                                |
| DNF  | FRA3 | Tim Alongi             |              | 489,9 km                                |
| DNF  | CAN2 | Patrick Harvey-Collard |              | 716,9 km                                |
| OUT  | CAN1 | James Elliott          |              | 965,6 km                                |
| DNF  | BRA  | Gabriel Jansen Rabello |              | 698,4 km                                |
| DNF  | GER4 | Christian Schugg       |              | 758,3 km                                |
| OUT  | MEX  | Hugo Alvarez Chamoreau |              | 1078,6 km                               |
| DNF  | FRA2 | Maxime Pinot           |              | 1168,3 km                               |

## Vainqueurs de 2003 à aujourd'hui
| Année | Vainqueur              | Deuxième                | Troisième                                   |
| ----- | ---------------------- | ----------------------- | ------------------------------------------- |
| 2003  | Kaspar Henny (SUI)     | David Dagault (FRA)     | Stefan Bocks (GER)                          |
| 2005  | Alex Hofer (SUI)       | Urs Lötscher (SUI)      | Kaspar Henny (SUI)                          |
| 2007  | Alex Hofer (SUI)       | Toma Coconea (ROU)      | Martin Müller (SUI)                         |
| 2009  | Christian Maurer (SUI) | Alex Hofer (SUI)        | Honza Rejmanek (USA)                        |
| 2011  | Christian Maurer (SUI) | Toma Coconea (ROU)      | Paul Guschlbauer (AUT)                      |
| 2013  | Christian Maurer (SUI) | Clément Latour (FRA)    | Antoine Girard (FRA)                        |
| 2015  | Christian Maurer (SUI) | Sebastian Huber (GER)   | Paul Guschlbauer (AUT)                      |
| 2017  | Christian Maurer (SUI) | Benoit Outters (FRA)    | Paul Guschlbauer (AUT)                      |
| 2019  | Christian Maurer (SUI) | Maxime Pinot (FRA)      | Paul Guschlbauer (AUT) Benoit Outters (FRA) |
| 2021  | Christian Maurer (SUI) | Patrick von Känel (SUI) | Simon Oberrauner (AUT)                      |
| 2023  | Christian Maurer (SUI) | Damien Lacaze (FRA)     | Maxime Pinot (FRA)                          |
| 2025  | Aaron Durogati         | Lars Meerstetter        | Simon Oberrauner                            |